# Catedral de María Auxiliadora (Trelew)
La Iglesia de María Auxiliadora se ubica en Trelew, provincia del Chubut, Argentina. Se ubica sobre la calle San Martín, frente a la principal plaza del centro de la ciudad.
Desde el 19 de octubre de 2023 es la catedral de la diócesis de Rawson.

## Historia

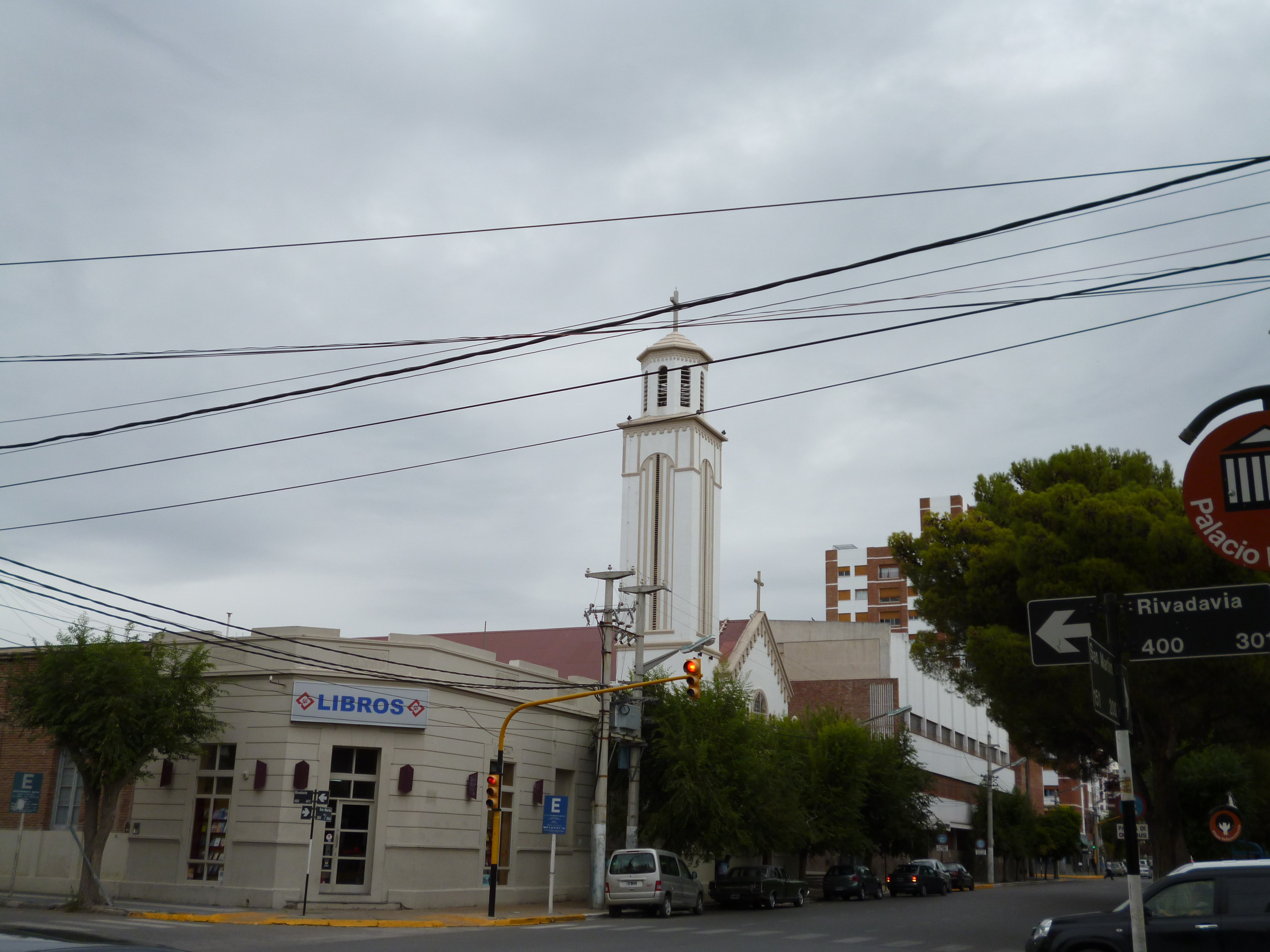
Vista junto a calle San Martín.

Hacia 1905, Trelew contaba con 375 habitantes y se crea el tempo primitivo de iglesia católica y un colegio anexo de varones, en una esquina atendido por el misionero salesiano Juan Muzio. El colegio Santo Domingo de Guzmán y la primera iglesia se inauguran oficialmente en 1907. Entre 1920 y 1923 se construye un edificio destinado a aulas, dormitorios y dependencias. El templo grande se construyó en un lote que había entre la primera capilla y el colegio María Auxiliadora. Se inauguró el 20 de noviembre de 1960. Fue consagrado por el Monseñor Pérez, primer obispo de la Diócesis de Comodoro Rivadavia. En aquel tiempo era la sede de la única parroquia de Trelew atendida por los Salesianos. Junto al templo, funciona desde 1909 un colegio de niñas (hoy en día mixto), cuyo edificio actual fue construido entre 1968 y 1978.
La parroquia María Auxiliadora es la sede de la Vicaría Mar y Valle (Decanato Mar y Valle previo a la designación de un obispo auxiliar) que comprende once parroquias y los departamentos chubitenses de Biedma, Florentino Ameghino, Rawson, Gaiman, Gastre, Mártires, y Telsen. En 2014 fue designado Fernando Croxatto como obispo auxiliar para dirigir la vicaría, que se espera sea transformada en diócesis por la Santa Sede. El Papa Benedicto XVI había aprobado la creación de la Diócesis Rawson Trelew, pero en la zona no existe un clero autóctono, ya que la mayoría de los sacerdotes son extranjeros. La creación de la vicaría y de la diócesis implica la construcción de una Catedral, la cual será la iglesia María Auxiliadora. Para ello se está llevando a cabo mejoras edilicias.